# Montardon
Montardon település Franciaországban, Pyrénées-Atlantiques megyében. Lakosainak száma 2420 fő (2022. január 1.). Montardon Buros, Lons, Navailles-Angos, Pau, Saint-Castin és Serres-Castet községekkel határos.

## Népesség
A település népességének változása:
| Lakosok száma | 2305 | 2258 | 2571 | 2300 | 2305 | 2323 | 2340 | 2392 | 2420 |
|               | 2013 | 2015 | 2016 | 2017 | 2018 | 2019 | 2020 | 2021 | 2022 |